# Mistrzostwa Świata w Lotach Narciarskich 1994
13. Mistrzostwa Świata w Lotach Narciarskich – zawody w lotach narciarskich, które odbyły się 20 marca 1994 roku na mamuciej skoczni Velikanka w Planicy.
Według początkowych planów mistrzostwa miały odbyć się między 17 a 20 marca 1994, a konkurs główny miał zostać rozegrany 19 i 20 marca. Ostatecznie dwie serie zostały odwołane i do ogólnej klasyfikacji mistrzostw świata wzięto pod uwagę tylko dwie serie konkursowe, które odbyły się 20 marca.
Za osiągnięte miejsca w MŚ 1994 zostały przyznane medale. Ponadto zawodnicy otrzymali punkty do klasyfikacji Pucharu Świata i Pucharu Świata w lotach.
Po raz czwarty mistrzostwa świata w lotach narciarskich rozegrano w Planicy. Wcześniej miało to miejsce w 1972, 1979 i 1985 roku.

## Wyniki
Zwycięzcą Mistrzostw Świata w Lotach Narciarskich 1994 został Jaroslav Sakala, który o 21,5 punktu wyprzedził drugiego w klasyfikacji – Espena Bredesena oraz o 26,6 punktu trzeciego – Roberta Cecona. Poniższa tabela przedstawia wyniki zawodów po przeprowadzeniu dwóch serii konkursowych. Trzecia i czwarta seria nie odbyły się.
Po serii poważnych wypadków na mistrzostwach w 1986 r., FIS mając na uwadze bezpieczeństwo skoczków, wprowadził przepis, w którym ustalono maksymalną długość skoku na 191 m (oficjalny rekord Andreasa Feldera w 1986; nieoficjalny rekord świata w 1985 r. Matti Nykänena), powyżej tej wartości nie dodawano punktów. Roberto Cecon w drugim skoku uzyskał 199 m (najdalszy skok w zawodach). „Reguła 191" sprawiła, że zamiast drugiego miejsca zajął trzecie. Po dekoracji, na konferencji prasowej, Espen Bredesen i Roberto Cecon wymienili się medalami, w proteście przeciwko temu ograniczeniu. Kilka tygodni po mistrzostwach przepis został zniesiony.
| Pozycja | Skoczek            | Kraj              | Skok 1 | Skok 2    | Wynik punktowy |
| ------- | ------------------ | ----------------- | ------ | --------- | -------------- |
| 1       | Jaroslav Sakala    | Czechy            | 189    | 185       | 351,3          |
| 2       | Espen Bredesen     | Norwegia          | 178    | 182       | 329,8          |
| 3       | Roberto Cecon      | Włochy            | 160    | 191 (199) | 324,7          |
| 4       | Christof Duffner   | Niemcy            | 159    | 148       | 266,4          |
| 5       | Lasse Ottesen      | Norwegia          | 177    | 129       | 263,2          |
| 6       | Stefan Zünd        | Szwajcaria        | 150    | 140       | 252,5          |
| 7       | Toni Nieminen      | Finlandia         | 139    | 156       | 248,0          |
| 8       | Kurt Børset        | Norwegia          | 122    | 167       | 245,3          |
| 9       | Jani Soininen      | Finlandia         | 138    | 149       | 239,4          |
| 10      | Hansjörg Jäkle     | Niemcy            | 129    | 153       | 237,4          |
| 11      | Takanobu Okabe     | Japonia           | 198    | 95        | 235,2          |
| 12      | Janne Ahonen       | Finlandia         | 120    | 159       | 228,8          |
| 13      | Andreas Goldberger | Austria           | 141    | 128       | 221,3          |
| 14      | Janne Väätäinen    | Finlandia         | 126    | 146       | 216,9          |
| 15      | Sylvain Freiholz   | Szwajcaria        | 123    | 139       | 213,4          |
| 16      | Werner Haim        | Austria           | 119    | 132       | 203,9          |
| 17      | Ivo Pertile        | Włochy            | 137    | 124       | 201,2          |
| 18      | Ted Langlois       | Stany Zjednoczone | 128    | 125       | 195,6          |
| 19      | Noriaki Kasai      | Japonia           | 153    | 109       | 177,9          |
| 20      | Tomáš Goder        | Czechy            | 120    | 117       | 177,4          |
| 20      | Nicolas Jean-Prost | Francja           | 131    | 106       | 177,4          |
| 22      | Jin’ya Nishikata   | Japonia           | 168    | 95        | 170,6          |
| 23      | Sepp Zehnder       | Szwajcaria        | 118    | 110       | 170,2          |
| 24      | Werner Rathmayr    | Austria           | 114    | 115       | 168,3          |
| 25      | Bruno Reuteler     | Szwajcaria        | 108    | 116       | 162,8          |
| 26      | Gerd Siegmund      | Niemcy            | 115    | 113       | 161,1          |
| 27      | Matjaž Zupan       | Słowenia          | 108    | 116       | 156,3          |
| 27      | Jakub Sucháček     | Czechy            | 109    | 115       | 156,3          |
| 29      | Didier Mollard     | Francja           | 112    | 106       | 147,1          |
| 30      | Matjaž Kladnik     | Słowenia          | 114    | 101       | 144,0          |
| 31      | Naoki Yasuzaki     | Japonia           | 102    | 110       | 139,4          |
| 32      | Hiroya Saitō       | Japonia           | 103    | 108       | 137,7          |
| 33      | Andreas Beck       | Austria           | 95     | 117       | 136,4          |
| 34      | Samo Gostiša       | Słowenia          | 112    | 96        | 131,1          |
| 35      | John Lockyer       | Kanada            | 103    | 100       | 128,6          |
| 36      | Jérôme Gay         | Francja           | 101    | 101       | 122,4          |
| 37      | Vladimír Roško     | Słowacja          | 98     | 102       | 120,5          |
| 38      | Rastislav Leško    | Słowacja          | 99     | 99        | 115,1          |
| 39      | Kachaber Cakadze   | Gruzja            | 88     | 94        | 99,4           |
| 40      | Jure Žagar         | Słowenia          | 83     | 100       | 95,6           |
| 41      | Johan Rasmussen    | Szwecja           | 124    | 80        | 94,8           |
| 42      | Roar Ljøkelsøy     | Norwegia          | 94     | 77        | 76,7           |
| 43      | Jeremy Blackburn   | Kanada            | 85     | –         | 39,0           |